# 1544
Portal Geschichte | Portal Biografien | Aktuelle Ereignisse | Jahreskalender | Tagesartikel

◄ |
15. Jahrhundert |
16. Jahrhundert
| 17. Jahrhundert | ►

◄ |
1510er |
1520er |
1530er |
1540er
| 1550er | 1560er | 1570er | ►

◄◄ |
◄ |
1540 |
1541 |
1542 |
1543 |
1544
| 1545 | 1546 | 1547 | 1548 | ► | ►►
Staatsoberhäupter  · Nekrolog   · Musikjahr
| Januar | Januar | Januar | Januar | Januar | Januar | Januar | Januar |
| Kw     | Mo     | Di     | Mi     | Do     | Fr     | Sa     | So     |
| ------ | ------ | ------ | ------ | ------ | ------ | ------ | ------ |
| 1      |        | 1      | 2      | 3      | 4      | 5      | 6      |
| 2      | 7      | 8      | 9      | 10     | 11     | 12     | 13     |
| 3      | 14     | 15     | 16     | 17     | 18     | 19     | 20     |
| 4      | 21     | 22     | 23     | 24     | 25     | 26     | 27     |
| 5      | 28     | 29     | 30     | 31     |        |        |        |

| Februar | Februar | Februar | Februar | Februar | Februar | Februar | Februar |
| Kw      | Mo      | Di      | Mi      | Do      | Fr      | Sa      | So      |
| ------- | ------- | ------- | ------- | ------- | ------- | ------- | ------- |
| 5       |         |         |         |         | 1       | 2       | 3       |
| 6       | 4       | 5       | 6       | 7       | 8       | 9       | 10      |
| 7       | 11      | 12      | 13      | 14      | 15      | 16      | 17      |
| 8       | 18      | 19      | 20      | 21      | 22      | 23      | 24      |
| 9       | 25      | 26      | 27      | 28      | 29      |         |         |

| März | März | März | März | März | März | März | März |
| Kw   | Mo   | Di   | Mi   | Do   | Fr   | Sa   | So   |
| ---- | ---- | ---- | ---- | ---- | ---- | ---- | ---- |
| 9    |      |      |      |      |      | 1    | 2    |
| 10   | 3    | 4    | 5    | 6    | 7    | 8    | 9    |
| 11   | 10   | 11   | 12   | 13   | 14   | 15   | 16   |
| 12   | 17   | 18   | 19   | 20   | 21   | 22   | 23   |
| 13   | 24   | 25   | 26   | 27   | 28   | 29   | 30   |
| 14   | 31   |      |      |      |      |      |      |

| April | April | April | April | April | April | April | April |
| Kw    | Mo    | Di    | Mi    | Do    | Fr    | Sa    | So    |
| ----- | ----- | ----- | ----- | ----- | ----- | ----- | ----- |
| 14    |       | 1     | 2     | 3     | 4     | 5     | 6     |
| 15    | 7     | 8     | 9     | 10    | 11    | 12    | 13    |
| 16    | 14    | 15    | 16    | 17    | 18    | 19    | 20    |
| 17    | 21    | 22    | 23    | 24    | 25    | 26    | 27    |
| 18    | 28    | 29    | 30    |       |       |       |       |

| Mai | Mai | Mai | Mai | Mai | Mai | Mai | Mai |
| Kw  | Mo  | Di  | Mi  | Do  | Fr  | Sa  | So  |
| --- | --- | --- | --- | --- | --- | --- | --- |
| 18  |     |     |     | 1   | 2   | 3   | 4   |
| 19  | 5   | 6   | 7   | 8   | 9   | 10  | 11  |
| 20  | 12  | 13  | 14  | 15  | 16  | 17  | 18  |
| 21  | 19  | 20  | 21  | 22  | 23  | 24  | 25  |
| 22  | 26  | 27  | 28  | 29  | 30  | 31  |     |

| Juni | Juni | Juni | Juni | Juni | Juni | Juni | Juni |
| Kw   | Mo   | Di   | Mi   | Do   | Fr   | Sa   | So   |
| ---- | ---- | ---- | ---- | ---- | ---- | ---- | ---- |
| 22   |      |      |      |      |      |      | 1    |
| 23   | 2    | 3    | 4    | 5    | 6    | 7    | 8    |
| 24   | 9    | 10   | 11   | 12   | 13   | 14   | 15   |
| 25   | 16   | 17   | 18   | 19   | 20   | 21   | 22   |
| 26   | 23   | 24   | 25   | 26   | 27   | 28   | 29   |
| 27   | 30   |      |      |      |      |      |      |

| Juli | Juli | Juli | Juli | Juli | Juli | Juli | Juli |
| Kw   | Mo   | Di   | Mi   | Do   | Fr   | Sa   | So   |
| ---- | ---- | ---- | ---- | ---- | ---- | ---- | ---- |
| 27   |      | 1    | 2    | 3    | 4    | 5    | 6    |
| 28   | 7    | 8    | 9    | 10   | 11   | 12   | 13   |
| 29   | 14   | 15   | 16   | 17   | 18   | 19   | 20   |
| 30   | 21   | 22   | 23   | 24   | 25   | 26   | 27   |
| 31   | 28   | 29   | 30   | 31   |      |      |      |

| August | August | August | August | August | August | August | August |
| Kw     | Mo     | Di     | Mi     | Do     | Fr     | Sa     | So     |
| ------ | ------ | ------ | ------ | ------ | ------ | ------ | ------ |
| 31     |        |        |        |        | 1      | 2      | 3      |
| 32     | 4      | 5      | 6      | 7      | 8      | 9      | 10     |
| 33     | 11     | 12     | 13     | 14     | 15     | 16     | 17     |
| 34     | 18     | 19     | 20     | 21     | 22     | 23     | 24     |
| 35     | 25     | 26     | 27     | 28     | 29     | 30     | 31     |

| September | September | September | September | September | September | September | September |
| Kw        | Mo        | Di        | Mi        | Do        | Fr        | Sa        | So        |
| --------- | --------- | --------- | --------- | --------- | --------- | --------- | --------- |
| 36        | 1         | 2         | 3         | 4         | 5         | 6         | 7         |
| 37        | 8         | 9         | 10        | 11        | 12        | 13        | 14        |
| 38        | 15        | 16        | 17        | 18        | 19        | 20        | 21        |
| 39        | 22        | 23        | 24        | 25        | 26        | 27        | 28        |
| 40        | 29        | 30        |           |           |           |           |           |

| Oktober | Oktober | Oktober | Oktober | Oktober | Oktober | Oktober | Oktober |
| Kw      | Mo      | Di      | Mi      | Do      | Fr      | Sa      | So      |
| ------- | ------- | ------- | ------- | ------- | ------- | ------- | ------- |
| 40      |         |         | 1       | 2       | 3       | 4       | 5       |
| 41      | 6       | 7       | 8       | 9       | 10      | 11      | 12      |
| 42      | 13      | 14      | 15      | 16      | 17      | 18      | 19      |
| 43      | 20      | 21      | 22      | 23      | 24      | 25      | 26      |
| 44      | 27      | 28      | 29      | 30      | 31      |         |         |

| November | November | November | November | November | November | November | November |
| Kw       | Mo       | Di       | Mi       | Do       | Fr       | Sa       | So       |
| -------- | -------- | -------- | -------- | -------- | -------- | -------- | -------- |
| 44       |          |          |          |          |          | 1        | 2        |
| 45       | 3        | 4        | 5        | 6        | 7        | 8        | 9        |
| 46       | 10       | 11       | 12       | 13       | 14       | 15       | 16       |
| 47       | 17       | 18       | 19       | 20       | 21       | 22       | 23       |
| 48       | 24       | 25       | 26       | 27       | 28       | 29       | 30       |

| Dezember | Dezember | Dezember | Dezember | Dezember | Dezember | Dezember | Dezember |
| Kw       | Mo       | Di       | Mi       | Do       | Fr       | Sa       | So       |
| -------- | -------- | -------- | -------- | -------- | -------- | -------- | -------- |
| 49       | 1        | 2        | 3        | 4        | 5        | 6        | 7        |
| 50       | 8        | 9        | 10       | 11       | 12       | 13       | 14       |
| 51       | 15       | 16       | 17       | 18       | 19       | 20       | 21       |
| 52       | 22       | 23       | 24       | 25       | 26       | 27       | 28       |
| 1        | 29       | 30       | 31       |          |          |          |          |

| Januar | Januar | Januar | Januar | Januar | Januar | Januar | Januar |
| Kw     | Mo     | Di     | Mi     | Do     | Fr     | Sa     | So     |
| ------ | ------ | ------ | ------ | ------ | ------ | ------ | ------ |
| 1      |        | 1      | 2      | 3      | 4      | 5      | 6      |
| 2      | 7      | 8      | 9      | 10     | 11     | 12     | 13     |
| 3      | 14     | 15     | 16     | 17     | 18     | 19     | 20     |
| 4      | 21     | 22     | 23     | 24     | 25     | 26     | 27     |
| 5      | 28     | 29     | 30     | 31     |        |        |        |

| Februar | Februar | Februar | Februar | Februar | Februar | Februar | Februar |
| Kw      | Mo      | Di      | Mi      | Do      | Fr      | Sa      | So      |
| ------- | ------- | ------- | ------- | ------- | ------- | ------- | ------- |
| 5       |         |         |         |         | 1       | 2       | 3       |
| 6       | 4       | 5       | 6       | 7       | 8       | 9       | 10      |
| 7       | 11      | 12      | 13      | 14      | 15      | 16      | 17      |
| 8       | 18      | 19      | 20      | 21      | 22      | 23      | 24      |
| 9       | 25      | 26      | 27      | 28      | 29      |         |         |

| März | März | März | März | März | März | März | März |
| Kw   | Mo   | Di   | Mi   | Do   | Fr   | Sa   | So   |
| ---- | ---- | ---- | ---- | ---- | ---- | ---- | ---- |
| 9    |      |      |      |      |      | 1    | 2    |
| 10   | 3    | 4    | 5    | 6    | 7    | 8    | 9    |
| 11   | 10   | 11   | 12   | 13   | 14   | 15   | 16   |
| 12   | 17   | 18   | 19   | 20   | 21   | 22   | 23   |
| 13   | 24   | 25   | 26   | 27   | 28   | 29   | 30   |
| 14   | 31   |      |      |      |      |      |      |

| April | April | April | April | April | April | April | April |
| Kw    | Mo    | Di    | Mi    | Do    | Fr    | Sa    | So    |
| ----- | ----- | ----- | ----- | ----- | ----- | ----- | ----- |
| 14    |       | 1     | 2     | 3     | 4     | 5     | 6     |
| 15    | 7     | 8     | 9     | 10    | 11    | 12    | 13    |
| 16    | 14    | 15    | 16    | 17    | 18    | 19    | 20    |
| 17    | 21    | 22    | 23    | 24    | 25    | 26    | 27    |
| 18    | 28    | 29    | 30    |       |       |       |       |

| Mai | Mai | Mai | Mai | Mai | Mai | Mai | Mai |
| Kw  | Mo  | Di  | Mi  | Do  | Fr  | Sa  | So  |
| --- | --- | --- | --- | --- | --- | --- | --- |
| 18  |     |     |     | 1   | 2   | 3   | 4   |
| 19  | 5   | 6   | 7   | 8   | 9   | 10  | 11  |
| 20  | 12  | 13  | 14  | 15  | 16  | 17  | 18  |
| 21  | 19  | 20  | 21  | 22  | 23  | 24  | 25  |
| 22  | 26  | 27  | 28  | 29  | 30  | 31  |     |

| Juni | Juni | Juni | Juni | Juni | Juni | Juni | Juni |
| Kw   | Mo   | Di   | Mi   | Do   | Fr   | Sa   | So   |
| ---- | ---- | ---- | ---- | ---- | ---- | ---- | ---- |
| 22   |      |      |      |      |      |      | 1    |
| 23   | 2    | 3    | 4    | 5    | 6    | 7    | 8    |
| 24   | 9    | 10   | 11   | 12   | 13   | 14   | 15   |
| 25   | 16   | 17   | 18   | 19   | 20   | 21   | 22   |
| 26   | 23   | 24   | 25   | 26   | 27   | 28   | 29   |
| 27   | 30   |      |      |      |      |      |      |

| Juli | Juli | Juli | Juli | Juli | Juli | Juli | Juli |
| Kw   | Mo   | Di   | Mi   | Do   | Fr   | Sa   | So   |
| ---- | ---- | ---- | ---- | ---- | ---- | ---- | ---- |
| 27   |      | 1    | 2    | 3    | 4    | 5    | 6    |
| 28   | 7    | 8    | 9    | 10   | 11   | 12   | 13   |
| 29   | 14   | 15   | 16   | 17   | 18   | 19   | 20   |
| 30   | 21   | 22   | 23   | 24   | 25   | 26   | 27   |
| 31   | 28   | 29   | 30   | 31   |      |      |      |

| August | August | August | August | August | August | August | August |
| Kw     | Mo     | Di     | Mi     | Do     | Fr     | Sa     | So     |
| ------ | ------ | ------ | ------ | ------ | ------ | ------ | ------ |
| 31     |        |        |        |        | 1      | 2      | 3      |
| 32     | 4      | 5      | 6      | 7      | 8      | 9      | 10     |
| 33     | 11     | 12     | 13     | 14     | 15     | 16     | 17     |
| 34     | 18     | 19     | 20     | 21     | 22     | 23     | 24     |
| 35     | 25     | 26     | 27     | 28     | 29     | 30     | 31     |

| September | September | September | September | September | September | September | September |
| Kw        | Mo        | Di        | Mi        | Do        | Fr        | Sa        | So        |
| --------- | --------- | --------- | --------- | --------- | --------- | --------- | --------- |
| 36        | 1         | 2         | 3         | 4         | 5         | 6         | 7         |
| 37        | 8         | 9         | 10        | 11        | 12        | 13        | 14        |
| 38        | 15        | 16        | 17        | 18        | 19        | 20        | 21        |
| 39        | 22        | 23        | 24        | 25        | 26        | 27        | 28        |
| 40        | 29        | 30        |           |           |           |           |           |

| Oktober | Oktober | Oktober | Oktober | Oktober | Oktober | Oktober | Oktober |
| Kw      | Mo      | Di      | Mi      | Do      | Fr      | Sa      | So      |
| ------- | ------- | ------- | ------- | ------- | ------- | ------- | ------- |
| 40      |         |         | 1       | 2       | 3       | 4       | 5       |
| 41      | 6       | 7       | 8       | 9       | 10      | 11      | 12      |
| 42      | 13      | 14      | 15      | 16      | 17      | 18      | 19      |
| 43      | 20      | 21      | 22      | 23      | 24      | 25      | 26      |
| 44      | 27      | 28      | 29      | 30      | 31      |         |         |

| November | November | November | November | November | November | November | November |
| Kw       | Mo       | Di       | Mi       | Do       | Fr       | Sa       | So       |
| -------- | -------- | -------- | -------- | -------- | -------- | -------- | -------- |
| 44       |          |          |          |          |          | 1        | 2        |
| 45       | 3        | 4        | 5        | 6        | 7        | 8        | 9        |
| 46       | 10       | 11       | 12       | 13       | 14       | 15       | 16       |
| 47       | 17       | 18       | 19       | 20       | 21       | 22       | 23       |
| 48       | 24       | 25       | 26       | 27       | 28       | 29       | 30       |

| Dezember | Dezember | Dezember | Dezember | Dezember | Dezember | Dezember | Dezember |
| Kw       | Mo       | Di       | Mi       | Do       | Fr       | Sa       | So       |
| -------- | -------- | -------- | -------- | -------- | -------- | -------- | -------- |
| 49       | 1        | 2        | 3        | 4        | 5        | 6        | 7        |
| 50       | 8        | 9        | 10       | 11       | 12       | 13       | 14       |
| 51       | 15       | 16       | 17       | 18       | 19       | 20       | 21       |
| 52       | 22       | 23       | 24       | 25       | 26       | 27       | 28       |
| 1        | 29       | 30       | 31       |          |          |          |          |

## Ereignisse

### Politik und Weltgeschehen

#### Italienische Kriege

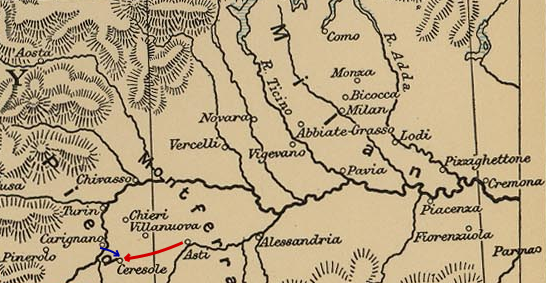
Bewegungen vor der Schlacht von Ceresole

- 11. April: In der Schlacht von Ceresole außerhalb des Dorfes Ceresole Alba siegt ein französisches Heer unter François de Bourbon, comte d’Enghien über ein kaiserlich-spanisches Heer unter Alfonso d’Avalos, Marchese del Vasto. Die Auswirkungen dieser Schlacht, eine der ersten, in der Feuerwaffen eine dominierende Rolle spielen, ist gering, obwohl die Franzosen Carignano einnehmen können, da Kaiser Karl V. gleich im Anschluss für einen Einmarsch in Frankreich rüstet. Die Franzosen ziehen sich daraufhin aus Italien zurück.
- Karl V. erobert in seinem Marnefeldzug die französische Stadt Vitry-en-Perthois und macht sie dem Erdboden gleich, die Stadt Saint-Dizier hingegen widersteht einer sechsmonatigen Belagerung. Franz I. lässt die Stadt Vitry später ein Stück entfernt unter dem Namen Vitry-le-François wieder aufbauen.
- 18. September: Im Frieden von Crépy akzeptiert der französische König Franz I. endgültig den Damenfrieden von Cambrai und den Vertrag von Madrid. Er sichert seinem Vertragspartner Karl V. zu, ihn im Kampf gegen die Türken und – in einem geheimen Zusatzabkommen – auch gegen die Protestanten im Reich zu unterstützen. Beide Seiten geben bestimmte territoriale Ansprüche auf. Der habsburgisch-französische Gegensatz und die Italienischen Kriege sind für kurze Zeit beigelegt.

#### Weitere Ereignisse in Europa
- 16. März: Kurfürst Ludwig V. von der Pfalz stirbt kinderlos. Sein jüngerer Bruder Friedrich II. folgt ihm auf den Thron.
- 14. Juni: Nach dem Tod von Anton II. wird sein Sohn Franz I. Herzog von Lothringen. Er regiert nur 363 Tage.
- Die Herzogtümer Schleswig und Holstein werden zwischen dem dänisch-norwegischen König Christian III. und seinen Halbbrüdern Johann dem Älteren und Adolf I. aufgeteilt. Christian wird Herzog des königlichen Anteils, Adolf erhält Schleswig-Holstein-Gottorf und Johann Schleswig-Holstein-Hadersleben. Für seine Aufenthalte in der Festung Krempe erwirbt Christian III. dort den sogenannten Königshof.
- Der Oberlausitzer Adel erhält das Privileg des Vorritts.

#### Amerika

Manco Cápac II.

Der letzte bedeutende Inka-Herrscher Manco Cápac II. wird von Anhängern des 1538 hingerichteten Konquistadors Diego de Almagro el Viejo ermordet, denen er Zuflucht gewährt hat. Die Mörder werden von den Indianern daraufhin gejagt und getötet.

#### Asien
Injong wird als Nachfolger seines am 29. November gestorbenen Vaters Jungjong der zwölfte König der Joseon-Dynastie in Korea. Er versucht die Fehler seines Vaters zu korrigieren und stellt die Reputation des unter seines Vaters Herrschaft im Jahr 1519 hingerichteten Gelehrten und Reformers Jo Gwang-jo wieder her. Auch rehabilitiert er die Gelehrten der Sarim-Fraktion, die seinerzeit ihren Einfluss am Hofe verloren haben.

### Wissenschaft und Technik

#### Lehre und Forschung
Herzog Albrecht von Preußen und Brandenburg-Ansbach erlässt am 20. Juli das Stiftungsdiplom Scimus primam omnium in gubernatione curam Principum esse debere, ut vera Dei notitia late propagetur, mit dem das seit 1540 bestehende Partikular in Königsberg in eine Volluniversität umgewandelt wird. Die Universität Königsberg wird am 17. August eingeweiht. Gründungsrektor wird Georg Sabinus, gleichzeitig Professor für Poesie und Beredsamkeit. Nach der Brandenburgischen Universität Frankfurt ist die Albertus-Universität die zweitälteste Hochschule des späteren Brandenburg-Preußens und für drei Jahrhunderte der geistige Mittelpunkt des protestantischen Preußens. Außerhalb des Heiligen Römischen Reichs gelegen, ist die neue Hochschule die erste ohne ein kaiserliches oder päpstliches Privileg, weil sowohl Kaiser Karl V. als auch Papst Paul III. ihre Zustimmung zu dieser „echten lutherischen“ Universität verweigern, deren Professoren den Eid auf die Confessio Augustana ablegen müssen.

#### Sebastian Münsters Cosmographia

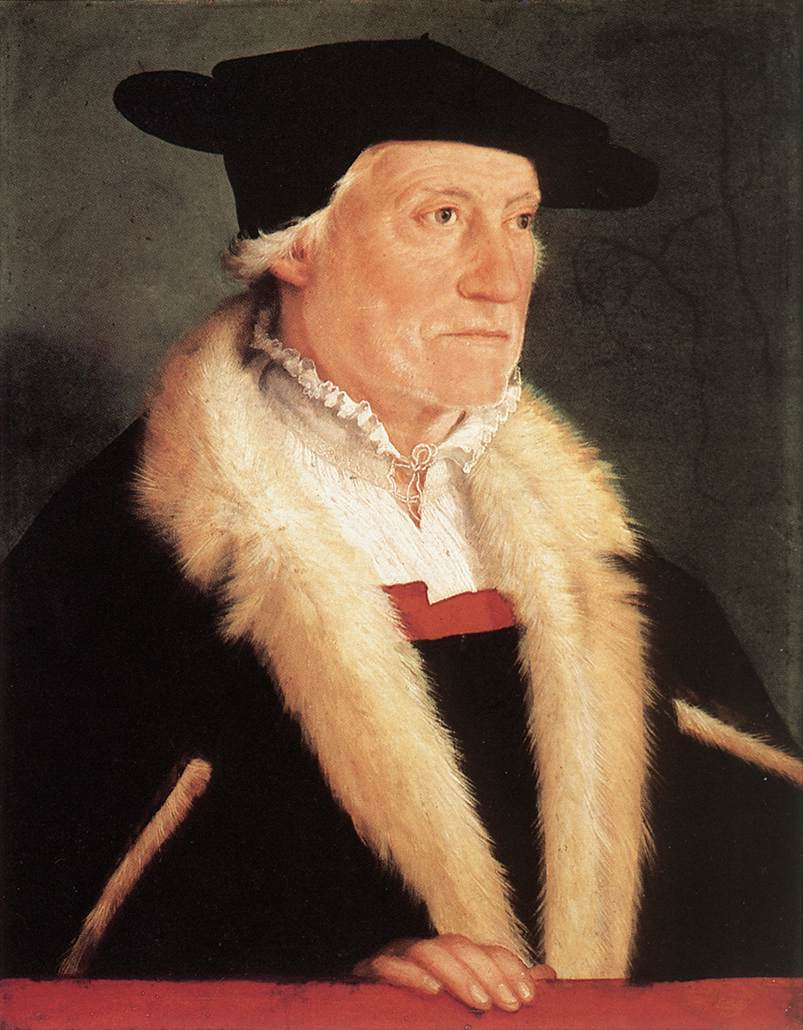
Sebastian Münster

Die erste Ausgabe der Cosmographia des Kosmographen, Humanisten und Hebraisten Sebastian Münster erscheint. Es ist die erste wissenschaftliche und zugleich allgemeinverständliche Beschreibung des Wissens der Welt in deutscher Sprache, worin die Grundlagen aus Geschichte und Geographie, Astronomie und Naturwissenschaften, Landes- und Volkskunde nach dem damaligen Wissensstand zusammengefasst werden. Der Titel Cosmographia ist die lateinische Form des griechischen kosmographía (Weltbeschreibung), hergeleitet von kósmos (Erde, Weltall) und gráphein (beschreiben). Der vollständige Titel des Werks lautet: Cosmographia. Beschreibung aller Lender durch Sebastianum Munsterum, in welcher begriffen Aller völcker, Herrschafften, Stetten und namhafftiger flecken, herkommen: Sitten, gebreüch, ordnung, glauben, secten vnd hantierung, durch die gantze welt, vnd fürnemlich Teutscher nation. Was auch besunders in iedem landt gefunden, vnnd darin beschehen sey. Alles mit figuren vnd schönen landt taflen erklert, vnd für augen gestelt.

### Kultur und Gesellschaft

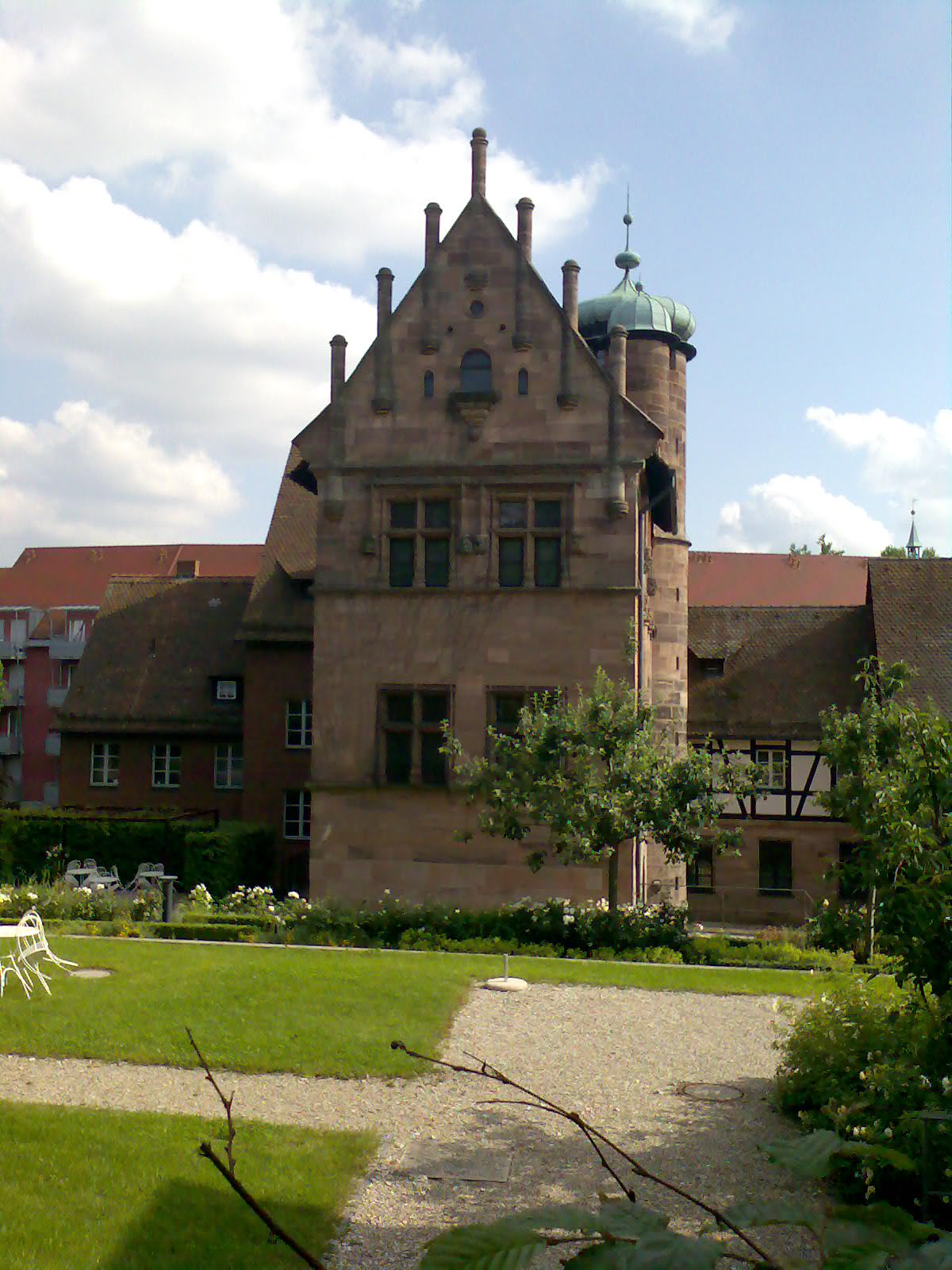
Nordfassade des Tucherschlosses

- Das Tucherschloss, das Stadtschloss der Nürnberger Patrizierfamilie Tucher, wird vollendet.
- In Johann Horns Gesangbuch der Böhmischen Brüder wird unter anderem das Adventslied Gottes Sohn ist kommen von Michael Weiße erstmals veröffentlicht.
- Pietro Andrea Mattioli beschreibt als erster Europäer die aus Amerika eingeführte Tomate.

### Religion
- 13. Januar: Auf dem zweiten Reichstag von Västerås wird bekannt gegeben, dass Schwedens König Gustav I. Wasa und die Stände dem evangelischen Glauben anhängen.
- Der sächsische Kurfürst Johann Friedrich I. lässt auf Schloss Hartenfels die Torgauer Schlosskapelle errichten. Es ist der erste evangelische Kirchenneubau der Welt.

## Historische Karten und Ansichten

Weltkarte des Sebastiano Caboto

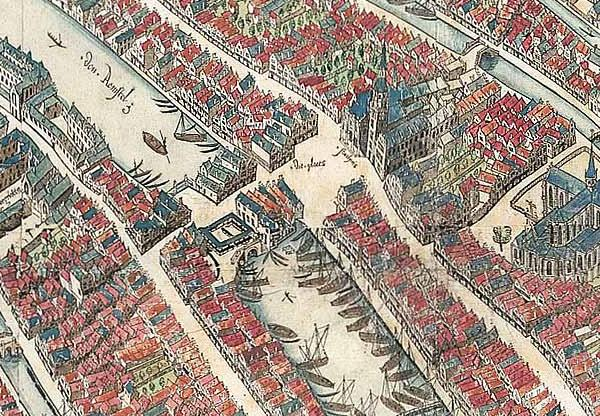
Amsterdam 1544

## Geboren

### Geburtsdatum gesichert

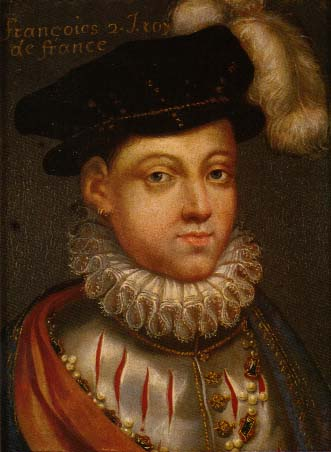
Franz II.

- 19. Januar: Franz II., König von Frankreich († 1560)
- 24. Januar: Gillis van Coninxloo, flämischer Maler († 1606/07)
- 03. Februar: César de Bus, Priester und Seliger († 1607)
- 02. März: Thomas Bodley, englischer Staatsmann und Gelehrter († 1612)

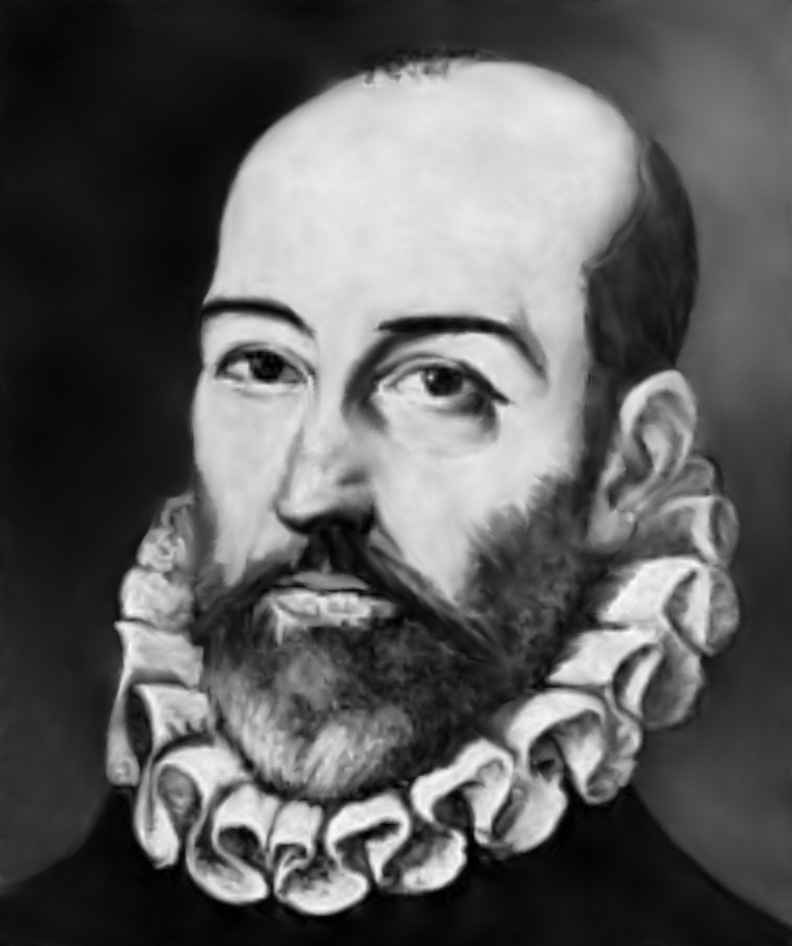
Torquato Tasso

- 11. März: Torquato Tasso, italienischer Dichter († 1595)
- 20. April: Renata von Lothringen, Erbprinzessin von Bayern und Wohltäterin († 1602)
- 01. Mai: Giovanni Maria Nosseni, Schweizer Bildhauer († 1620)
- 05. Mai: Johann Conrad Meyer, Schweizer Politiker und Bürgermeister in Schaffhausen  († 1604)
- 24. Mai: William Gilbert, englischer Arzt (seit 1601 am Hof von Elisabeth I.) und Naturforscher († 1603)
- 16. Juni: Diane de La Marck, französische Adlige († nach 1612)
- 01. Oktober: Jacques de Clèves, Herzog von Nevers, Graf von Rethel und Eu († 1564)
- 07. Oktober: Georg Besserer, deutscher evangelischer Theologe († 1604)
- 14. Oktober: Margarethe von Dietz, hessische Adelige († 1608)
- 15. November: Dorothea Susanne von der Pfalz, Herzogin von Sachsen-Weimar († 1592)
- 23. Dezember: Anna von Sachsen, Fürstin von Oranien-Nassau († 1577)

### Genaues Geburtsdatum unbekannt
- Matthäus Ackermann, kursächsischer Beamter († 1606)
- Sebastian Artomedes, evangelischer Theologe und Kirchenliederdichter († 1602)
- Richard Bancroft, Erzbischof von Canterbury († 1610)
- Chen Yujiao, chinesischer Theaterdichter und Kritiker († 1611)
- Jakob Lindner, deutscher Pädagoge († 1606)
- Thomas Parry, englischer Politiker († 1616)
- Guillaume de Saluste du Bartas, französischer Schriftsteller († 1590)

## Gestorben

### Todesdatum gesichert
- 1. Januar: Sigismund von Lindenau, Bischof von Merseburg
- 27. Januar: Erasmus von Manteuffel-Arnhausen, Bischof von Cammin (* um 1475)
- 28. Februar: Francesco Maria Molza, italienischer Dichter (* 1489)

- 16. März: Ludwig V., Kurfürst von der Pfalz (* 1478)
- 22. März: Johannes Magnus, schwedischer Geistlicher und Erzbischof von Uppsala (* 1488)
- 6. April: Mogens Gøye, dänischer Adliger und Gutsbesitzer (* nach 1470)

- 14. Juni: Anton II., Herzog von Lothringen (* 1489)
- 23. Juni: Eleonore von Fürstenberg, Gräfin von Hanau-Lichtenberg (* 1523)

- 18. Juli: Renatus, erster Fürst von Oranien aus dem Hause Nassau (* 1519)
- 27. Juli: Moritz Buchner, Leipziger Großkaufmann (* 1491)
- 28. Juli: Ruprecht von Pfalz-Veldenz, Graf von Veldenz (* 1506)

- 28. August: Alardus von Amsterdam, niederländischer humanistischer Gelehrter (* 1491)
- 10. September: Girolamo da Treviso, italienischer Maler und Bildhauer (* 1497)

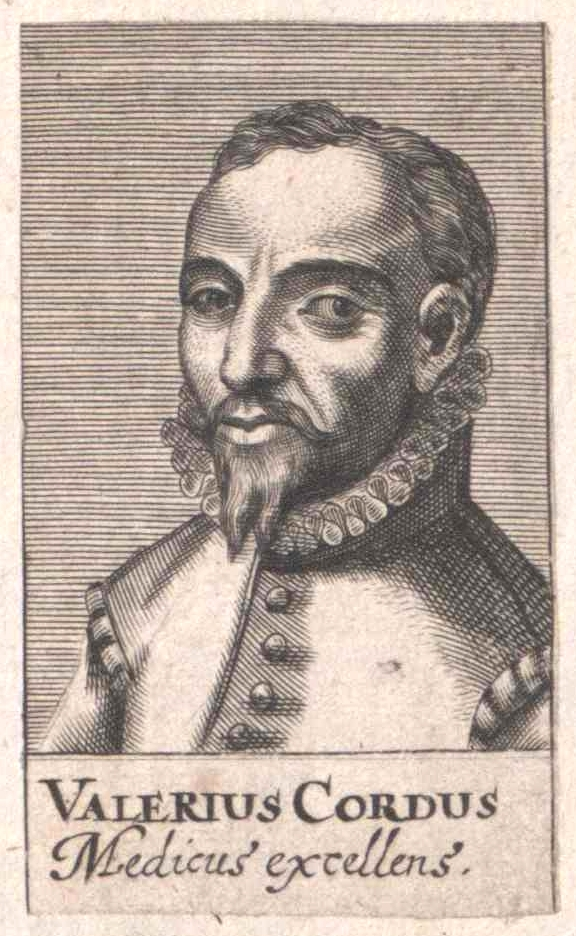
Valerius Cordus

- 25. September: Valerius Cordus, deutscher Botaniker, Arzt, Pharmakologe und Naturforscher (* 1515)

- 3. Oktober: Philipp von Solms-Lich, kaiserlicher und kurfürstlicher Rat, Graf von Solms zu Lich (* 1468)
- 15. Oktober: Charles de Gramont, Erzbischof von Bordeaux (* um 1486)

- 29. November: Jungjong, 11. König der Joseon-Dynastie in Korea (* 1488)
- 6. Dezember: Kaspar Kantz, lutherischer Theologe und Reformator (* um 1483)
- 9. Dezember: Teofilo Folengo, Benediktiner, einer der Hauptvertreter komisch-burlesker Dichtung der italienischen Renaissance (* 1491)

### Genaues Todesdatum unbekannt
- Diego de Agüero, spanischer Konquistador (* 1511)
- Chen Chun, chinesischer Maler der Ming-Zeit (* 1483)
- Jetsün Chökyi Gyeltshen, tibetischer buddhistischer Gelehrter und Logiker (* 1469)
- Jungjong, Herrscher von Joseon in Korea (* 1488)
- Manco Cápac II., Inkaherrscher (* um 1500)
- Margaret Roper, englische Übersetzerin und Humanistin, Tochter von Sir Thomas More (* 1505)
- Nilakantha Somayaji, indischer Mathematiker, Astronom und Astrologe (* 1444)